# Cronologia da pandemia de COVID-19 na África do Sul
Este artigo documenta a cronologia da Pandemia de COVID-19 na África do Sul.

## Cronologia

### Março de 2020
- 1 de março: O primeiro caso é confirmado na África do Sul, de um homem que havia vindo de Milão, Itália.[1]
- 5 de março: O Ministro da Saúde, Zweli Mkhize, anunciou o primeiro caso confirmado no país.[2][3][4]
- 7 de março: Uma mulher que estava na viagem que confirmou o primeiro caso testou positivo para o vírus.[5]
- 11 de março: 6 novos casos são confirmados, sendo 1 do mesmo grupo de viagem que confirmou o primeiro caso;[6]
- 11 de março: O primeiro caso é confirmado na província do Cabo Ocidental.[6]
- 12 de março: 3 novos casos são confirmados, elevando o número total de casos para 16;[7][8]
- 12 de março: O primeiro caso é confirmado na província de Mpumalanga;[9]
- 12 de março: O primeiro caso é confirmado na província do Estado Livre;[9]
- 12 de março: A primeira transmissão local é confirmada, porém é refutada pelo governo.[10]
- 15 de março: As primeiras transmissões comunitárias são anunciadas pelo presidente do país.[11]
- 15 de março: O presidente da África do Sul, Cyril Ramaphosa, declara um estado de desastre e introduz medidas para limitar a propagação da pandeimia, incluindo as restrições de viagem e o fechamento de fronteiras e escolas.[4]
- 16 de março: O primeiro caso é confirmado na província de Limpopo.[12]
- 17 de março: Os primeiros casos confirmados de transmissão local foram confirmados por laboratórios governamentais, sendo: 4 em Gauteng, 3 em KwaZulu-Natal e 1 no Cabo Ocidental.[13]
- 18 de março: O primeiro caso de transmissão local é confirmado na província de Mpumalanga.[14]
- 19 de março: 34 novos casos são confirmados, elevando o número total de casos para 150;[15]
- 19 de março: O Ministro da Saúde afirmou que dois terços da população poderiam ser infectados com o vírus.[16]
- 20 de março: 7 novos casos são confirmados na província do Estado Novo, dos quais 5 haviam vindo exterior;[17]
- 20 de março: O Aeroporto Internacional Oliver Tambo instituiu o isolamento para estrangeiros que entravam no país.[18]
- 21 de março: O primeiro caso é confirmado na província de Cabo Oriental elevando o número total de casos para 240.[19][4]
- 23 de março: O presidente Cyril Ramaphosa anuncia um iminente bloqueio nacional.[4]
- 27 de março: É instituído um bloqueio nacional de 21 dias.[20]
- 30 de março: O número de casos na província de Cabo Ocidental sobe para 310, elevando o número total de casos para 1.280.[21]

### Maio de 2020
- 1 de maio: O presidente Cyril Ramaphosa anuncia a flexibilização do bloqueio para o nível 4.[4]

### Dezembro de 2020
- 27 de dezembro: O número de casos confirmados do novo coronavírus na África do Sul ultrapassa um milhão, registrado pelo Ministério da Saúde do país.[22][23]

### Janeiro de 2021
- 21 de janeiro: O ministro da Presidência da África do Sul, Jackson Mthembu, morre por complicações provocadas pela COVID-19.[24]